# لافي
لافي أو لاڤي (العبرية: לביא، «الأسد الصغير») كانت مقاتلة جيل رابع متعددة المهام أحادية المحرك. صُممت في دولة إسرائيل، عن طريق شركة صناعات الفضاء الإسرائيلية (Israel Aircraft Industries :IAI)، خلال الثمانينات. كان قرار تطوير لاڤي مثيرًا للجدل، سواء مع الجمهور الإسرائيلي، بسبب التكاليف الهائلة المرتبطة به، أو خاصة مع حكومة الولايات المتحدة بسبب المنافسة مع الطائرات الأمريكية في سوق التصدير. بحلول عام 1984، كان لدى إسرائيل، التي يبلغ عدد سكانها 4 ملايين نسمة، أعلى معدل إنفاق عسكري في العالم كنسبة من الناتج المحلي الإجمالي، بنسبة 24٪،[بحاجة لمصدر] وهو مُعدل إنفاق يعتبر غير مستدام.[مِمَن؟]
ساهمت هذه القضايا إلى إلغاء النهائي للمشروع، من قبل الحكومة الإسرائيلية، خلال مرحلة الإختبارات من التطور في أغسطس 1987.
قامت طائرة لاڤي بأداء اختبارات الطيران بنجاح، حيث وصف طيارو الاختبار مناورة الطائرة بأنها «ممتازة». كان من المخطط أن تكون لاڤي الدعامة الأساسية لسلاح الجو الإسرائيلي، وقد تُنُبِأ بمبيعات تصدير كبيرة للطائرة. كان تَفرد تصميمها في الجمع بين طائرة صغيرة ديناميكية هوائية ذات قدرة عالية على المناورة، مع أنظمة متطورة غنية بالبرمجيات، مقاومة سحب مُنخفضة،  والقدرة على حمل حمولة كبيرة بسرعة عالية وعلى مسافات طويلة. اعتبارًا من عام 2012، اُحْتُفِظ بنموذجين أوليين لعرضهما على الجمهور.أدي إلغاء مجلس الوزراء الإسرائيلي في المرحلة الأخيرة للبرنامج، بأغلبية 12 إلى 11 صوتًا، إلي إثارة الجدل والمرارة في إسرائيل لعقود، حيث صرح موشيه أرينز في عام 2013 أنه إذا لم يُلْغَى المشروع، لكان سلاح الجو الإسرائيلي «يُشغل المقاتلة الأكثر تقدمًا في العالم، والتي تمت ترقيتها على مر السنين لتضمين الخبرة التشغيلية والتكنولوجيا الأحدث.» 

## التطوير

### الأصل
من الناحية الفكرية، ترجع أصول لاڤي إلى الفكرة التي تبناها قائد سلاح الجو الإسرائيلي ووزير الدفاع عيزر وايزمان بأن الطائرات المقاتلة الإسرائيلية يجب أن تنقسم إلى نوعين - نوع يتكون من عدد صغير من الطائرات عالية الأداء وو نوع يتكون من عدد أكبر لكن أكل تعقيدًا. في منتصف السبعينيات من القرن الماضي، كان من المفترض أن تكون لاڤي طائرة مقاتلة-قاذفة متعددة المهام لتحل محل طائرات سلاح الجو الإسرائيلي القديمة مثل دوغلاس إيه -4 سكاي هوك وآي إيه آي كفير. لكن المراجعات المستمرة للطائرة المقترحة أدت إلى دمج تقنيات وأفكار أكثر تقدمًا لإنتاج طائرة أكثر طموحاً  في فئة جنرال دايناميكس الأمريكية إف-16. قُدِّر أن سلاح الجو سيحتاج إلى 300 طائرة، 60 منها كان من المتوقع أن تكون طائرة تدريب ذات مقعدين قادرة على القتال.

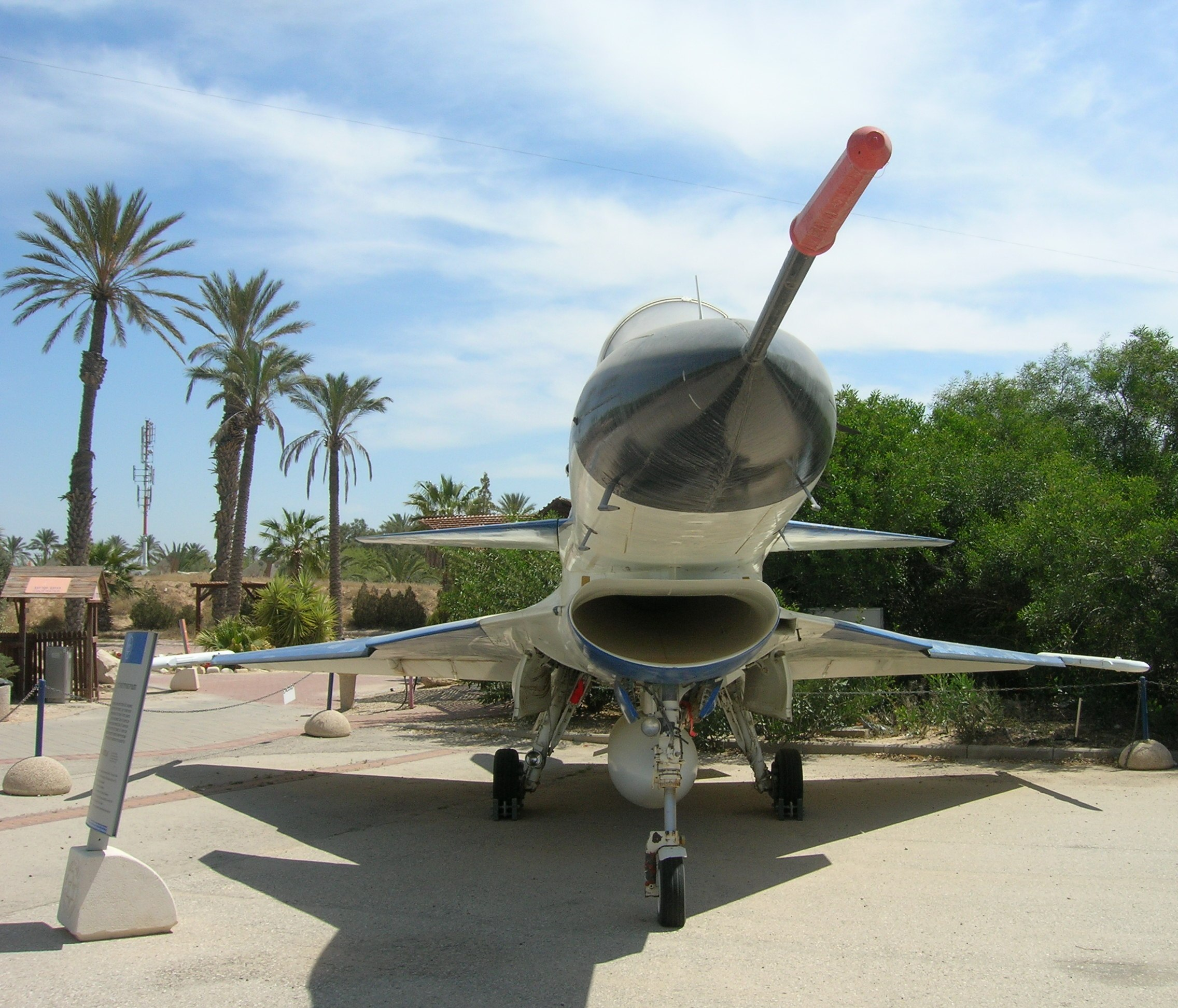
عرض لوجه نموذج أولي

### الجدل والإلغاء
في حين الطائرة قد اجتذب الدعم راسخ من المحارب القديم في القوات الجوية ووزير الليكود موشيه آرينز، كان هناك معارضة كبيرة حول التطور. فبينما كانت الولايات المتحدة شريكًا رئيسيًا في تطوير الطائرة، كانت هناك معارضة سياسية صريحة لتمويلها، حيث كان من الممكن أن تكون الطائرة منافسة في سوق التصدير ضد الطائرات الأمريكية مثل F-16C / D وF / A- 18C / هورنت. كانت هناك عناصر من القوات المسلحة لم تدعم المشروع وأولئك الضباط الذين شعروا أن الF-16 تمتلك أداءً مشابهًا للاڤي وكان متاحة بسهولة بالفعل، مما جعل F-16 الأجنبية أرخص وأسهل في الشراء. جادل اللواء أفيهو بن نون في سلاح الجو الإسرائيلي لصالح إلغاء المشروع والحصول على 75 طائرة من طراز F-16 بدلاً من ذلك.
المؤيدون، مثل الوزير بدون حقيبة موشيه أرينز، دافعوا عن أن المشروع كان برنامجًا مرموقًا للغاية، مؤكداً على القدرات التكنولوجية الإسرائيلية وسيعمل لصالح الدولة الاقتصادي. وأن قد يؤدي الفشل في المضي في التطوير إلى فقدان وظائف كبيرة وربما يساهم في الهجرة للخارج؛  كان آرنز حريصًا على تعزيز الشراكات المحتملة وتبادل التكنولوجيا فيما يتعلق بـلاڤي. ولعل التفاؤل، جعل سلاح الجو الإسرائيلي يتوقع أن تصل مبيعات تصدير الطائرة إلى 407 وحدة للعملاء بما في ذلك جنوب إفريقيا وتشيلي وتايوان والأرجنتين. كانت هناك تقارير عن اهتمام كبير من جنوب إفريقيا للمشاركة خلال التطوير المبكر. في التطور اللاحق أعطت إسرائيل للولايات المتحدة ضمانات صريحة بعدم إتاحة طائرة Lavi للتصدير.

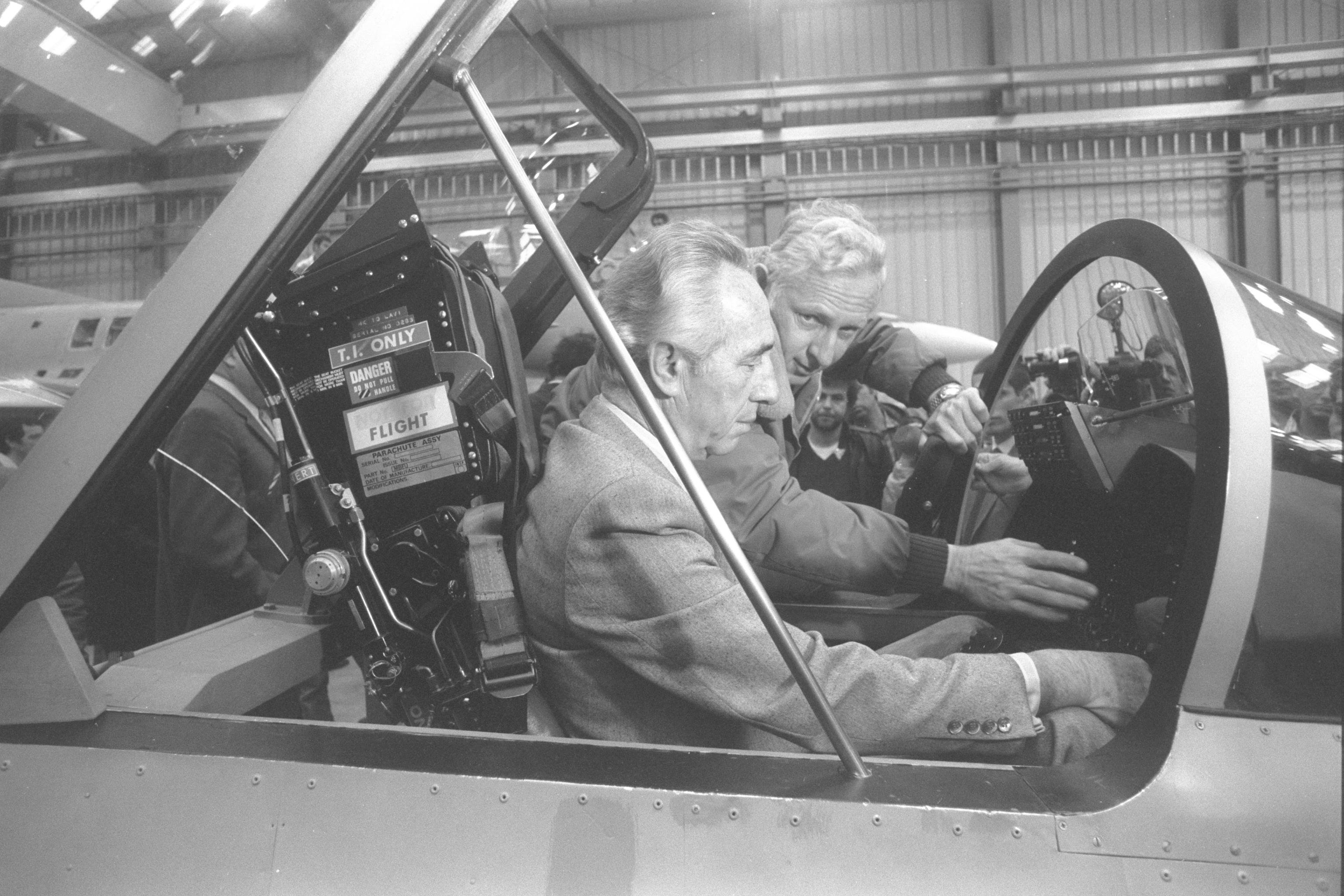
شمعون بيرس يجلس في قمرة القيادة لنموذج لاڤي، أغسطس ١٩٨٥

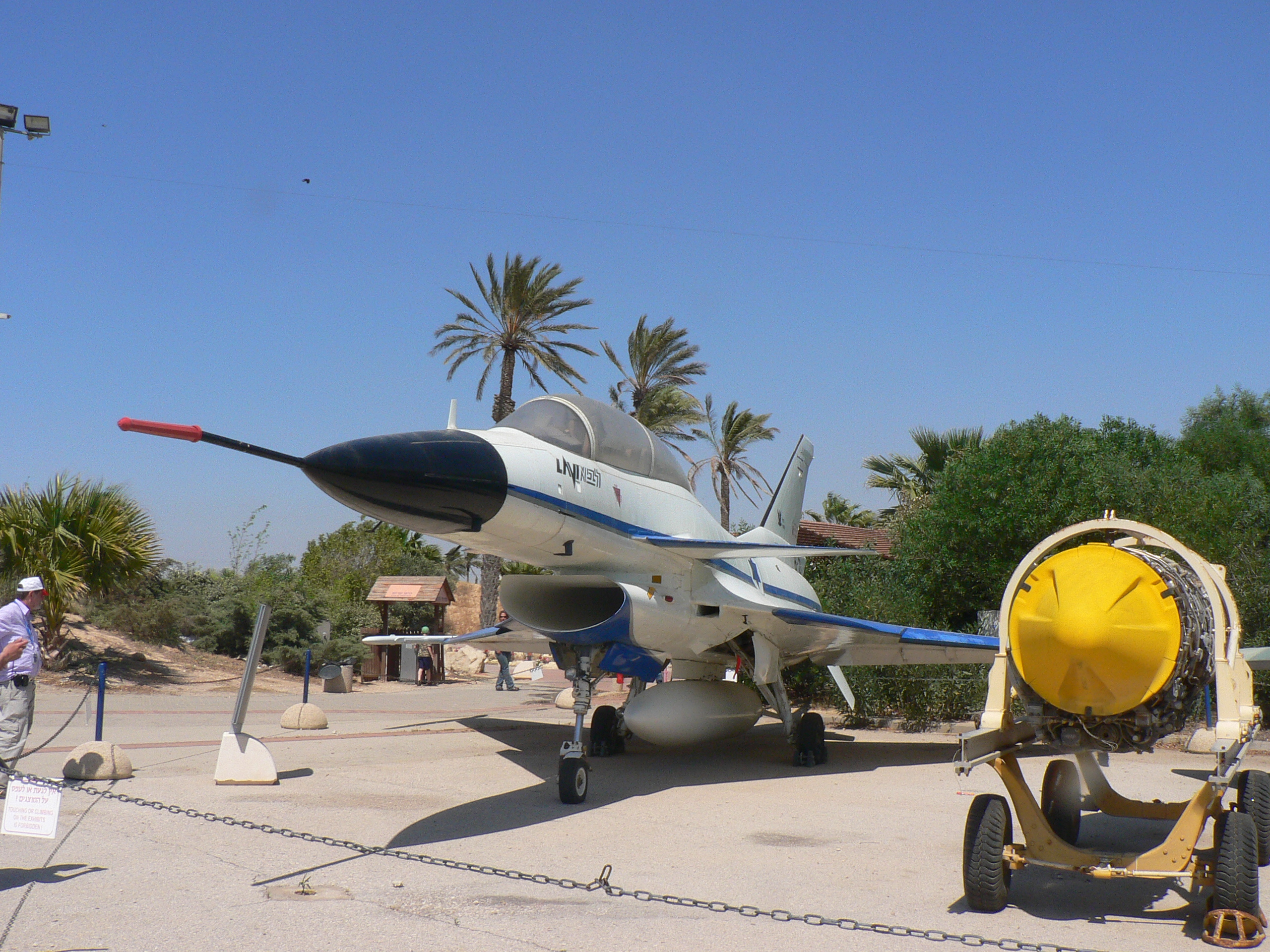
عرض نموذج لاڤي خلال الاحتفال بتأسيس إسرائيل في عام 2007

على الرغم من إلغاء المشروع، فإن للإستثمار في تطوير الطائرة نتائج مهمة. ساهمت المعرفة التكنولوجية التي تراكمت خلال مرحلة التطور في تحقيق أول إطلاق إسرائيلي لقمر صناعي إلى الفضاء في عام 1988. ذلك أدى إلى تطور في الكترونيات الطيران النظم، وساهم في طفرة التكنولوجيا الإسرائيلية في التسعينيات عن طريق دخول الاقتصاد المدني نحو 5000 من العلماء والمهندسين الإسرائيليين الذين كانوا يعملون في هذا المشروع؛ العديد منهم، على سبيل المثال، أعيد توظيفهم في برنامج الصواريخ المضادة للصواريخ الباليستية Arrow. 
في يوليو ٢٠١٣، أعلنت القوات الجوية الإسرائيلية أن الطائرة Alenia Aermacchi M-346 Master ، وهي طائرة تدريب متقدمة كانت في مرحلة شرائها في ذلك الوقت، ستحصل على اسم لاڤي في الخدمة الإسرائيلية؛ سيُشَغَّل ما مجموعه 30 طائرة خلال ٢٠١٤.

### السؤال الصيني
في عام ٢٠٠٨، زعمت دار نشر الطيران Jane's أن تطوير الصين لـ Chengdu J-10 قد إستفاد من المعلومات التقنية من مشروع لاڤي، نقلاً عن المهندسين الروس الذين يزعمون أنهم سمعوا ذلك من زملائهم الصينيين. في عام ٢٠٠٧، نَفى مصمم الطائرة J-10، Song Wencong (宋文 骢)، أي علاقة بالمقاتلة لاڤي، مشيرًا إلى أوجه التشابه مع Chengdu J-9 التي طُوِّرْت في الستينيات. وقد ردد ذلك رائد في PLAAF في مقابلة عام 2012. لم تكن هناك بيانات عامة أو مطالبات رسمية على هذا المنوال؛ بحلول عام ٢٠٠٠، أصبح نقل التكنولوجيا المتقدمة من أي مصدر مرفوض من الولايات المتحدة،  مما أجبر إسرائيل على إلغاء بيع طائرات الإنذار المبكر المحمولة جواً من طراز فالكون.

## تصميم

### ملخص

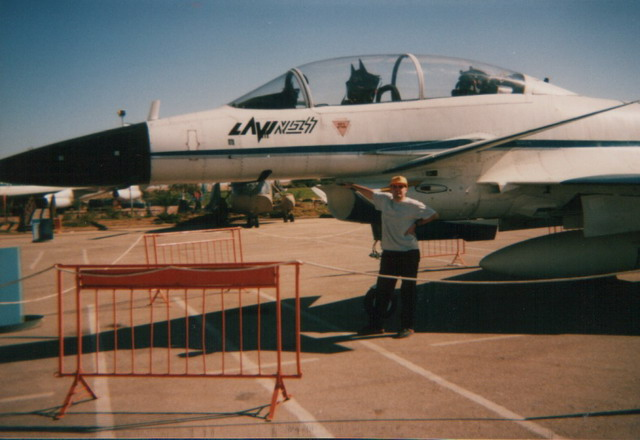
جسم الطائرة الأمامي.

كانت المقاتلة لاڤي عبارة عن طائرة مقاتلة متعددة المهام ذات مقعد واحد ومحرك واحد، وهي مصممة بشكل أساسي لإجراء عمليات إختراق عالية السرعة ومهام تفجير أولية مع الحفاظ على مستوى عالٍ من القدرة على المناورة والقدرة على البقاء. كانت تحمل أوجه تشابه كبيرة من حيث المظهر الخارجي للمقاتلة الأمريكية F-16، لها تكوين مماثل والعديد من ميزات التصميم المشتركة بينما كانت المقاتلة أصغر قليلاً. أخذ مدخل هواء المحرك شكل مغرفة من نوع ذقن عادي، تشبه خارجيًا تلك الموجودة في F-16، لكنها كانت مختلفة تمامًا داخليًا. بالمقارنة مع F-16، زُوِّدْت لاڤي بمحرك أقل قوة وبالتالي نسبة دفع إلى وزن أقل.

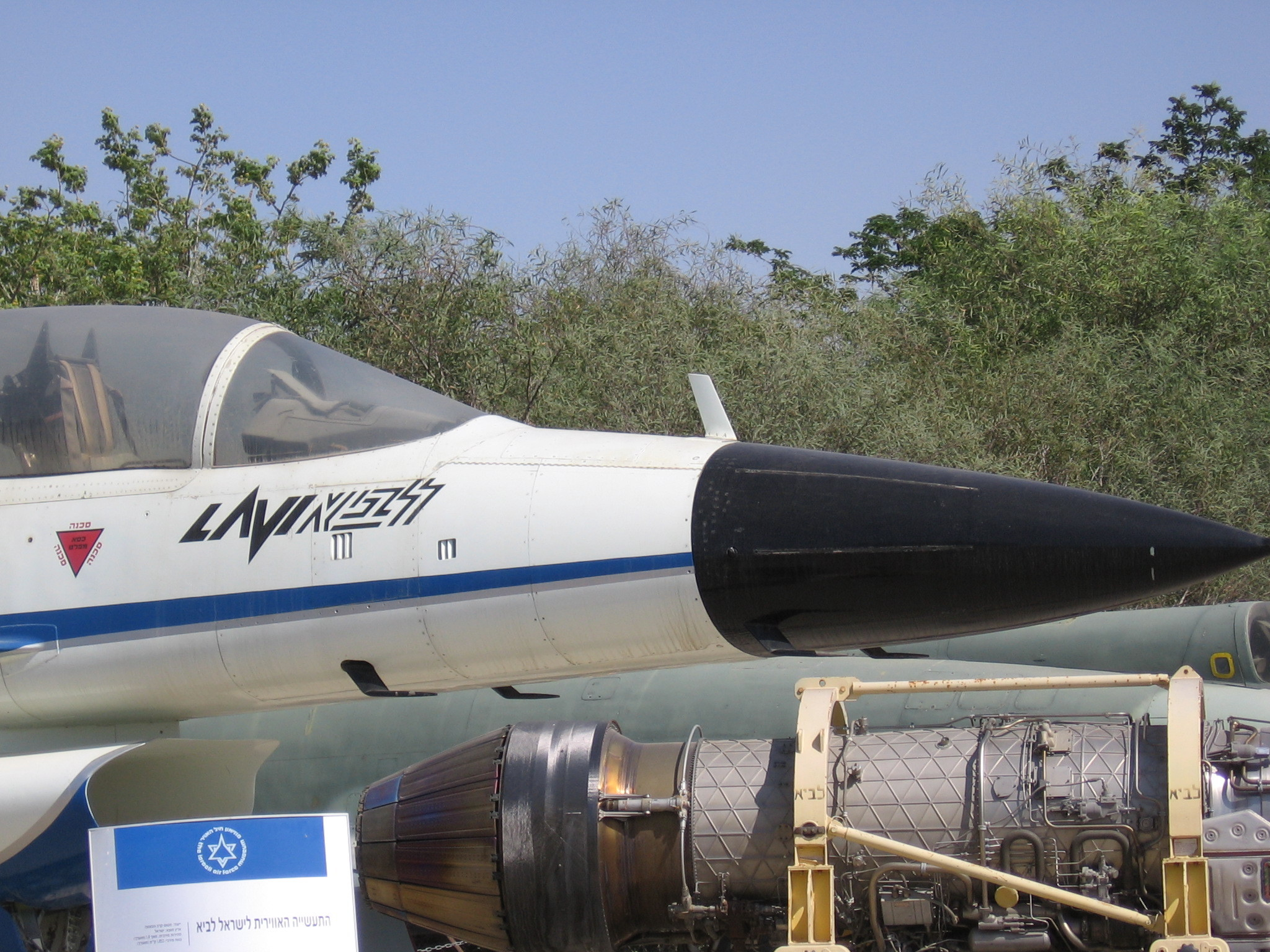
أنف لافي على شاشة ثابتة في بئر السبع ، ٢٠٠٦

### إلكترونيات الطيران

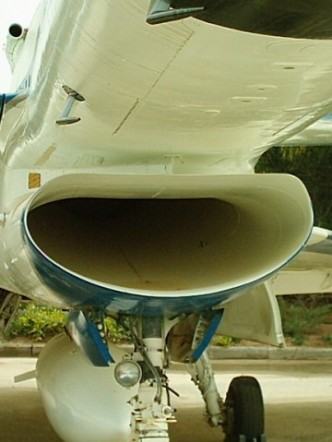
صورة مقربة لمدخل الهواء للسرعات فوق الصوتية.

كان مجال تميز لاڤي الرئيسي على المقاتلات المعاصرة هو مستوى تكامل إلكترونيات الطيران والإلكترونيات الموجودة على متن الطائرة. وزُعم أن نظام لاڤي كان «أكثر حوسبة من أي نظام آخر في العالم». كان أحد الابتكارات الرئيسية هو استخدام نظام التحكم في الطيران الرقمي الرباعي الفائض عن الحاجة، والذي طُوِّر بشكل مشترك من قبل Lear Siegler وسلاح الجو الإسرائيلي. إذا تم إدخالها إلى الخدمة، فربما أصبحت لاڤي أول طائرة تشغيلية تستخدم ضوابط طيران رقمية بالكامل.
البيانات من Wilson
الخصائص العامة
- طاقم: 1
- طول: 14.57 م (47 قدم 10 بوصة)
- باع الجناح: 8.78 م (28 قدم 10 بوصة)
- ارتفاع: 4.78 م (15 قدم 8 بوصة)
- مساحة الجناح: 33 م2 (360 قدم2)
- الوزن فارغة: 7,031 كـغ (15,501 رطل)
- الوزن الإجمالي: 9,991 كـغ (22,026 رطل)
- وزن الإقلاع الأقصى: 19,277 كـغ (42,499 رطل)
- محركات: 1 × Pratt & Whitney PW1120 afterburning محرك عنفي مروحي dry, 91.5 كـن (20,600 رطلق) with afterburner

أداء
- السرعة القصوى: 1,965 كم/س (1,221 ميل/س؛ 1,061 عقدة)
- السرعة القصوى: ماخ 1.6
- مدى: 3,700 كـم (2,299 ميل؛ 1,998 nmi)
- سقف الخدمة: 15,240 م (50,000 قدم)
- معدل الصعود: 254 م/ث (50,000 قدم/د)
- الحمل على الجناح: 303.2 كـغ/م2 (62.1 رطل/قدم2)
- الدفع/الوزن: 0.94

تسليح

- مدفع رشاش: 1 × عيار 30 ملم DEFA cannon

- Crew: 1
- Length: 14.57 m (47 ft 10 in)
- Wingspan: 8.78 m (28 ft 10 in)
- Height: 4.78 m (15 ft 8 in)
- Wing area: 33 m2 (360 sq ft)
- Empty weight: 7,031 kg (15,501 lb)
- Gross weight: 9,991 kg (22,026 lb)

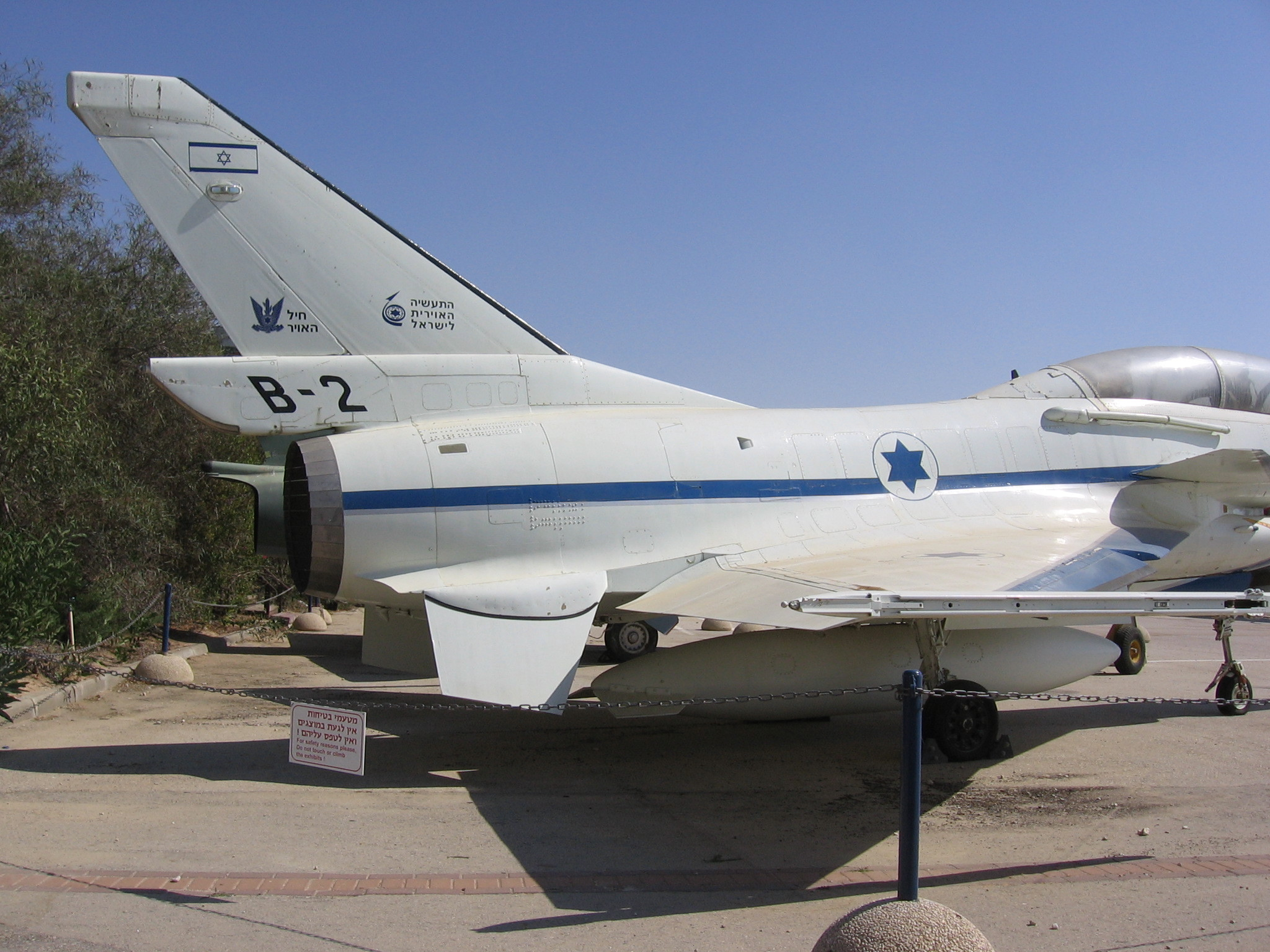
لاڤي معروضة في بئر السبع

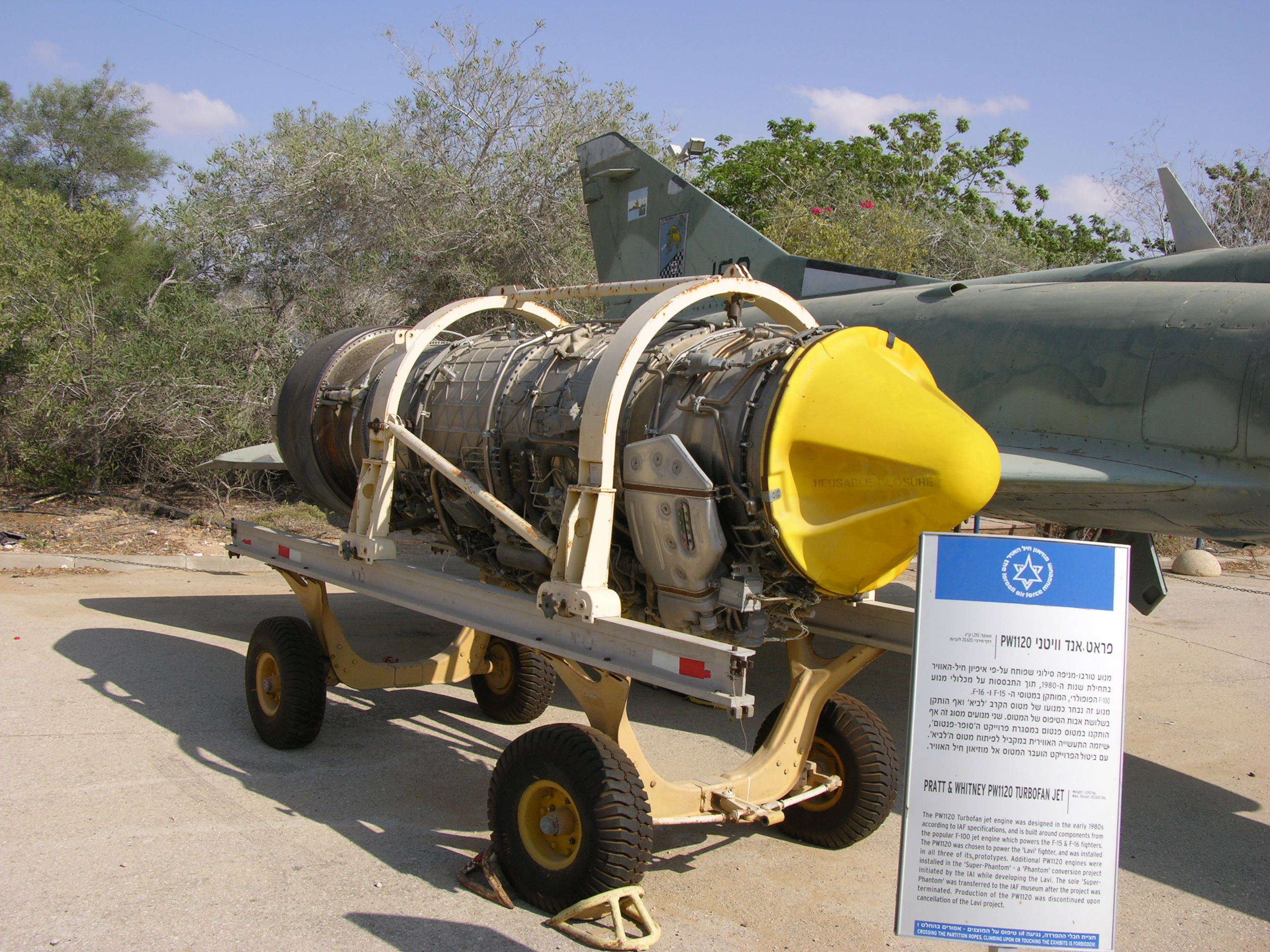
محرك برات آند ويتني Pratt & Whitney PW1120

- Max takeoff weight: 19,277 kg (42,499 lb)
- Powerplant: 1 × Pratt & Whitney PW1120 afterburning محرك عنفي مروحي، 91.5 kN (20,600 lbf) with afterburner

Performance
- Maximum speed: 1,965 km/h (1,221 mph, 1,061 kn)
- Maximum speed: Mach 1.6
- Range: 3,700 km (2,300 mi, 2,000 nmi)
- Service ceiling: 15,240 m (50,000 ft)
- Rate of climb: 254 m/s (50,000 ft/min)
- Wing loading: 303.2 kg/m2 (62.1 lb/sq ft)
- Thrust/weight: 0.94

Armament
- Guns: 1 × عيار 30 ملم DEFA cannon